# Abertillery
Abertillery (walisisch Abertyleri) ist eine Kleinstadt mit dem Status einer Community in der walisischen Principal Area Blaenau Gwent County Borough. Die Community hatte beim Zensus 2011 11.601 Einwohner.

## Geographie
Die Community Abertillery liegt auf knapp 225 Metern Höhe im Südosten von Blaenau Gwent County Borough an der Grenze zur Principal Area Torfaen. Von daher hat sie Osten eine gemeinsame Grenze mit den zu Torfaen gehörenden Communitys Abersychan, Blaenavon und Pen Tranch; weitere Grenzen verlaufen innerhalb von Blaenau Gwent: im Norden mit Nantyglo and Blaina, im Westen mit Cwm und im Süden mit Llanhilleth. Die Community liegt im Tal des Ebbw Fach River an der A467 road. Die Community umfasst die namensgebende Kleinstadt mit den Ortsteilen Cwmtillery und Six Bells sowie das umgebende Land. Die Grenzen der Community wurden im Übrigen letztmals im Jahr 2010 geändert, als ein kleines Gebiet von Nantyglo and Blaina zu Abertillery wanderte.

## Geschichte
In den Minen von Cwmtillery und Six Bells kam es zwischen 1857 und 1960 zu mehreren größeren Grubenunglücken mit mehr als fünf Personen. Das in Abertillery ansässige Abertillery Leisure Centre war 1985 und 1986 Austragungsort des professionellen Snookerturnieres Welsh Professional Championship.
Einwohnerzahlen
| Jahr      | 1891  | 1901   | 1911   | 1921   | 1931   | 1941 | 1951   | 1961   | 1971 | 1981 | 1991 | 2001 | 2011   |
| --------- | ----- | ------ | ------ | ------ | ------ | ---- | ------ | ------ | ---- | ---- | ---- | ---- | ------ |
| Einwohner | 8.890 | 16.930 | 25.763 | 27.855 | 22.781 | ?    | 27.620 | 25.146 | ?    | ?    | ?    | ?    | 11.601 |

## Wirtschaft und Infrastruktur
Der Abbau von Kohle war von 1850 bis zur Schließung der letzten Minen 1980 das Hauptgewerbe von Abertillery. In Nantyglo nordwestlich der Stadt befand sich einst eines der weltweit wichtigsten Zentren der Eisenindustrie. Seit den 1930er Jahren wurde mit zumeist staatlicher Unterstützung Leichtindustrie angesiedelt, heute ist Abertillery ein Wirtschaftszentrum. Stand 2020 hat die Community eine eigene Niederlassung der Royal Mail und verschiedene Bildungseinrichtungen für jegliche Altersklassen.

## Bauwerke
Das Abertillery War Memorial wurde als einziges Gebäude der Community in die Statutory List of Buildings of Special Architectural or Historic Interest als Grade II building aufgenommen.

## Persönlichkeiten
- Mervyn Griffiths (1909–1974), Fußballschiedsrichter